# مهسا ایرانیان
مهسا ایرانیان، متولد ۲۰ تیر ۱۳۶۶ در شهر ری، استندآپ کمدین و مجری برنامهٔ‌های رادیو و تلویزیون است. او سال ۱۳۸۷ با عروسک گردانی و صداپیشگی وارد تلویزیون شد.
در سال ۹۶ سری اول مسابقه خنداننده شو برگزار شد، یکی از شرکت کنندگان آن دوره مهسا ایرانیان بود، اما در مراحل نهایی حذف شد. در سوابق کاری او حضور در برنامه خندوانه، اجرای مسابقه تلویزیونی برخط شو به چشم می‌خورد.

## اجرای تلویزیونی
| سال  | عنوان               | رسانه پخش کننده | منبع                               |
| ---- | ------------------- | --------------- | ---------------------------------- |
| ۱۳۹۹ | مسابقه برخط شو      | شبکه پنج        | [ ۵ ] [ ۶ ]                        |
| ۱۳۹۹ | مسابقه قرون به قرون | شبکه ایران کالا | [ ۷ ]                              |
| ۱۳۹۹ | هفت آهنگ            | شبکه آموزش      | [ ۸ ]                              |
| ۱۳۹۸ | ویتامین خ           | شبکه نسیم       | تماشای یک قسمت از برنامه در آپارات |
| ۱۳۹۸ | یه روز تازه         | شبکه پنج        | [ ۹ ]                              |
| ۱۳۹۸ | روز خوش             | شبکه جام جم     | [ ۱۰ ]                             |

## برنامه‌های رادیویی
| سال  | عنوان           | رسانه پخش کننده | منبع          |
| ---- | --------------- | --------------- | ------------- |
| ۱۴۰۱ | خندساز          | رادیو صبا       | [ ۱۱ ] [ ۱۲ ] |
| ۱۴۰۰ | مسابقه هفت چالک | رادیو صبا       | [ ۱۳ ]        |
| ۱۴۰۰ | همپای صبا       | رادیو صبا       | [ ۱۴ ]        |

## برنامه‌های اینترنتی
| سال  | عنوان       | رسانه پخش کننده | منبع   |
| ---- | ----------- | --------------- | ------ |
| ۱۴۰۰ | هشتگ هدهد   | شبکه هدهد       | [ ۱۵ ] |
| ۱۴۰۰ | مثبت جوانان | شبکه جوانان     | [ ۱۶ ] |

## صداپیشگی
| سال                 | عنوان                          | کارگردان           | نقش                                                 | رسانه پخش کننده | منبع   |
| ------------------- | ------------------------------ | ------------------ | --------------------------------------------------- | --------------- | ------ |
| ۱۳۹۳                | شهر موشها ۲                    | مرضیه برومند       | صداپیشه عروسک مجری زن تلویزیون                      |                 |        |
| [ ۱۷ ]              |                                |                    |                                                     |                 |        |
| ۱۳۹۶                | مسابقه تلویزیونی خانواده باحال |                    |                                                     |                 |        |
| صداپیشه راوی مسابقه | شبکه نسیم                      | [ ۱۸ ]             |                                                     |                 |        |
| ۱۳۹۷                | همین الان یهویی                | سید جواد سید محسنی | صداپیشه                                             | شبکه دو         | [ ۱۹ ] |
| دیرین دیرین         | علی درخشی                      | صداپیشه            | اینترنتی (آپارات اینستا ایگپ سروش پلاس ایتا روبیکا) |                 |        |

## مجموعه‌های تلویزیونی
| سال  | عنوان       | کارگردان           | تهیه‌کننده  | رسانه پخش کننده | منبع   |
| ---- | ----------- | ------------------ | ---------- | --------------- | ------ |
| ۱۳۹۸ | سوریخ       | مجید پرکار         | مهران رسام | شبکه سلامت      | [ ۲۰ ] |
| ۱۳۹۶ | کلینیک خنده | خیرالله تقیانی پور | نیما دهقان | شبکه نسیم       | [ ۲۱ ] |

## فیلم‌های سینمایی
| سال    | عنوان            | کارگردان   | تهیه‌کننده      | نویسنده                  | حضور در جشنواره             | منبع          |
| ------ | ---------------- | ---------- | -------------- | ------------------------ | --------------------------- | ------------- |
| ۱۳۹۹   | هرماس            | مهدی صاحبی | ابوذر پورمحمدی | مهدی صاحبی               | جشنواره فیلم فجر ۱۳۹۹       | [ ۲۲ ] [ ۲۳ ] |
| ۱۳۹۹   | گل به خودی       | احمد تجری  | علی قائم مقامی | احمد تجری و لاله قهرمانی | سی و نهمین جشنواره فیلم فجر | [ ۲۴ ]        |
| ۱۳۹۹   | شبانه‌های ورونیکا | مهدی صاحبی | ابوذر پورمحمدی | مهدی صاحبی               | سی و نهمین جشنواره فیلم فجر | [ ۲۱ ]        |
| ۱۳۹۹   | والدین امانتی    | حسین قناعت | حسین قناعت     | حسین قناعت               |                             |               |
| [ ۲۵ ] |                  |            |                |                          |                             |               |

## حضور در برنامه‌های به عنوان میهمان
- برنامه وقتشه (شبکه نسیم) - (تماشای ویدئو در آپارات)
- حالا خورشید (شبکه سه)
- شام ایرانی (تماشای ویدئو در آپارات)
- وقتشه (شبکه نسیم) (تماشای ویدئو در آپارت)
- خبر فوری (تماشای ویدئو مصاحبه در آپارات)[۲۶]
- پشت صحنه (قسمت ۲۰) (تماشا در آپارات)
- حالا وقتشه

## تئاتر
| سال  | عنوان                                   | کارگردان       | نویسنده         | منبع   |
| ---- | --------------------------------------- | -------------- | --------------- | ------ |
| 1402 | خانه روشنی                              | بابک قادری     | نوشین تبریزی    | [ ۲۷ ] |
| ۱۳۹۵ | نمایشنامه خوانی از میان پلک‌های نیمه باز | سلیم باشکوه    | سلیم باشکوه     | [ ۲۸ ] |
| ۱۳۹۵ | کمدی موزیکال هتل ایران                  | مهشید حسینیان  | افشین هاشمی     | [ ۲۹ ] |
| ۱۳۹۵ | قحط الرجال                              | محمدرضا آزادفر | محمدرضا آزادفر  | [ ۳۰ ] |
| ۱۳۹۶ | آخرین بازی                              | حسین توکلی     | محمود استادمحمد | [ ۳۱ ] |
| ۱۳۹۶ | درای بن                                 | ژاکلین آواره   | نیل دوفیلد      | [ ۳۲ ] |
| ۱۳۸۶ | مردان بیوه                              | مجید زارع زاده | داریو فو        | [ ۳۳ ] |

## افتخارات
- برنده بهترین بازیگر زن برای نمایش «هتل اچ» در دومین جشنواره سراسری تئاتر کوتاه خلاق ایثار[۳۴]

## حواشی

### جشن تولد در برنامه زنده مسابقه برخط شو
در سال ۱۳۹۹ عوامل مسابقه زنده برخط شو در شبکه پنج سیما در روز تولد مهسا ایرانیان او را شگفت‌زده کردند و سپس مادر او را به صورت تلفنی روی خط آوردند که باعث گریه او شد. این اتفاق بازخوردهای مثبت و منفی در فضای مجازی داشت.